# Leonardo Padura
Leonardo de la Caridad Padura Fuentes (La Habana, 9 de octubre de 1955) es un escritor, periodista y guionista cubano, conocido por sus novelas policiacas del detective Mario Conde y por la novela El hombre que amaba a los perros (2009).

## Biografía
Nacido en Mantilla (uno de los diez Consejos Populares del barrio de Arroyo Naranjo, en el territorio de la provincia de La Habana), hizo sus estudios preuniversitarios en el pre de La Víbora, de donde es su esposa, la guionista Lucía López Coll. Estas zonas de La Habana, muy ligadas espiritualmente a Padura, se verán reflejadas más tarde en sus novelas. Padura estudió Literatura Latinoamericana en la Universidad de La Habana y comenzó su carrera como periodista en 1980 en la revista literaria El Caimán Barbudo; también escribía para el periódico Juventud Rebelde. Más tarde se dio a conocer como ensayista y escritor de guiones audiovisuales y novelista.
Su primera novela —Fiebre de caballos—, básicamente una historia de amor, la escribió entre 1983 y 1984. Pasó los seis años siguientes escribiendo largos reportajes sobre hechos culturales e históricos, que, como él mismo relata, le permitían tratar esos temas literariamente. En aquel tiempo empezó a escribir su primera novela con el detective Mario Conde y, mientras lo hacía, se dio cuenta de "que esos años que había trabajado como periodista, habían sido fundamentales" en su "desarrollo como escritor". "Primero, porque me habían dado una experiencia y una vivencia que no tenía, y, segundo, porque estilísticamente yo había cambiado absolutamente con respecto a mi primera novela", explica Padura en una entrevista a Havana-Cultura.
Las policiacas de Padura tienen también elementos de crítica a la sociedad cubana. Al respecto, el escritor ha dicho: "Aprendí de Hammett, Chandler, Vázquez Montalbán y Sciascia que es posible una novela policial que tenga una relación real con el ambiente del país, que denuncie o toque realidades concretas y no sólo imaginarias".
Su personaje Mario Conde —desordenado, frecuentemente borracho, fumador, descontento y desencantado, "que arrastra una melancolía", según el mismo Padura— es un policía que hubiera querido ser escritor y que siente solidaridad por los escritores, locos y borrachos. Las novelas con este teniente han tenido gran éxito internacional, han sido traducidas a varios idiomas y han obtenido prestigiosos premios. Mario Conde, señala el escritor en la citada entrevista, refleja las "vicisitudes materiales y espirituales" que ha tenido que vivir su generación. "No es que sea mi alter ego, pero sí ha sido la manera que yo he tenido de interpretar y reflejar la realidad cubana", confiesa.
Mario Conde, en realidad, "no podía ni quería ser policía" y en Paisaje de otoño (1998) deja la institución —como el mismo Padura dejó tres años antes su puesto de jefe de redacción de la Gaceta de Cuba, la revista de la Unión de Escritores, para consagrarse a la escritura— y cuando reaparece en Adiós Hemingway (2001) está ya dedicado a la compraventa de libros viejos.
Tiene también novelas en las que no figura Mario Conde, como La novela de mi vida (2002) o El hombre que amaba a los perros (2009), donde las críticas a la revolución cubana y el régimen estalinista alcanzan sus cotas más altas.
Padura ha escrito también guiones cinematográficos, tanto para documentales como para películas de argumento. La miniserie "Cuatro estaciones en La Habana" se estrenó en Netflix en 2016. Los cuatro capítulos de la serie recrean novelas de Padura, publicada entre 1991 y 1998, específicamente las que constituyen la tetralogía 'Las cuatro estaciones' y cuyo protagonista es el detective Mario Conde.
Vive en el barrio de Mantilla, el mismo en el que nació. Al preguntarle por qué no puede dejar La Habana, el ambiente de su historia, ha dicho: “Soy una persona conversadora. La Habana es un lugar donde se puede siempre tener una conversación con un extranjero en una parada de guaguas”.
En 2024 publica Ir a La Habana, un paseo por los barrios de La Habana en forma de historia autobiográfica.

## Obras

### Novelas
- Fiebre de caballos, Letras Cubanas, La Habana, 1988; Ed. Verbum, Madrid, 2013.
- Tetralogía de las Cuatro Estaciones:
  - Pasado perfecto, EDUG, Dirección de Publicaciones, Universidad de Guadalajara, 1991 (serie Mario Conde #1)
  - Vientos de cuaresma, Ediciones Unión, La Habana, 1994 (serie Mario Conde #2)
  - Máscaras, Unión de Escritores y Artistas de Cuba; Tusquets, ambas ediciones en 1997 (serie Mario Conde #3)
  - Paisaje de otoño, Tusquets, 1998 (Serie Mario Conde #4)
- Adiós Hemingway, Ediciones Unión, La Habana, 2001; en esta edición apareció junto a la noveleta La cola de la serpiente, de 1998.[6] Norma publicó Adiós Hemingway en 2003 y Tusquets, en 2006 (serie Mario Conde #5)
- La novela de mi vida, Ediciones Unión, La Habana, 2002, novela histórico-detectivesca sobre el poeta cubano José María Heredia.
- La neblina del ayer, Ediciones Unión, La Habana, 2005 (Tusquets, 2009) (serie Mario Conde #6)
- El hombre que amaba a los perros, Tusquets, Barcelona, 2009, novela basada en la historia de Ramón Mercader, el asesino de León Trotski que vivió sus últimos años en La Habana.
- La cola de la serpiente, versión corregida; Tusquets, 2011 (serie Mario Conde #7)
- Herejes, Tusquets, 2013 (serie Mario Conde #8)[7]
- La transparencia del tiempo, Tusquets, 2018 (serie Mario Conde #9)[8]
- Como polvo en el viento, Tusquets, 2020,[9] novela sobre el exilio cubano generado a partir del Período especial.
- Personas decentes, Tusquets, 2022 (serie Mario Conde #10)[10]
- Ir a la Habana, Tusquets, 2024.

### Cuentos
- Según pasan los años, Letras Cubanas, La Habana, 1989 (82pp)
- El cazador, Ediciones Unión, colección El Cuentero, La Habana, 1991 (12 pp). Este relato tiene como protagonista a un gay, que Padura presenta con simpatía a pesar de que en Cuba la homosexualidad fue estigmatizada oficialmente hasta finales de los años 70[11]
- La puerta de Alcalá y otras cacerías, cuentos, Olalla Ediciones, Madrid, 1998
- El submarino amarillo, antología del cuento cubano entre 1966 y 1991, Ediciones Coyoacán: Coordinación de Difusión Cultural, Dirección de Literatura/UNAM, México, 1993
- Nueve noches con Amada Luna, H Kliczkowski, Colección Mini Letras, Madrid 2006, 64 pp; ISBN 978-84-96592-50-6. Contiene 3 relatos:
  - Nueve noches con Amada Luna, escrito a principios de los años 90; Nada (principios de los 80) y La pared (1987)
- Mirando al sol, Sarita Cartonera, Lima, 2009 (16pp)
- Aquello estaba deseando ocurrir, antología de cuentos reunida por Tusquets Editores, Barcelona, 2015.

### Ensayos y reportajes
- Con la espada y con la pluma: comentarios al Inca Garcilaso de la Vega, Letras Cubanas, La Habana, 1984 (266 pp) - Tesis universitaria.
- Colón, Carpentier, la mano, el arpa y la sombra, Departamento de Actividades Culturales, Universidad de La Habana, 1987
- Lo real maravilloso, creación y realidad, ensayo, Letras Cubanas, La Habana, 1989
- Estrellas del béisbol. El alma en el terreno, entrevistas con algunas de las más grandes figuras del béisbol; escrito con Raúl Arce; Editora Abril, La Habana, 1989 (245 pp)
- El viaje más largo, Ediciones Unión, La Habana, 1994 (Editorial Plaza Mayor, San Juan, 2002, con prólogo de Wilfredo Cancio Isla), reportajes aparecidos en Juventud Rebelde entre 1984 y 1990. El libro recrea y revive ambientes, tipos, leyendas, costumbres que conforman parte de la pequeña historia de Cuba, esa que corre paralela y a veces oculta la historia nacional. De sus páginas emergen fantasmas como Alberto Yarini, el rey de los proxenetas cubanos, y Chano Pozo, el tamborero mayor de todos los tiempos, y también otros temas como la Virgen de la Caridad del Cobre, patrona de Cuba, y una historia del ron cubano
- Un camino de medio siglo: Alejo Carpentier y la narrativa de lo real maravilloso, Letras Cubanas, La Habana, 1994 (Fondo de Cultura Económica, México, 2002)
- Los rostros de la salsa, entrevistas, Ediciones Unión, La Habana, 1997; Edición aumentada, Editorial Planeta 2019.
- Modernidad, posmodernidad y novela policial, Ediciones Unión, La Habana, 2000. Contiene cinco ensayos:
  - La cenicienta de la novela; Los hijos de Marlowe y Maigret; El difícil arte de narrar: los cuentos de Raymond Chandler; Negro que te quiero negro: pasado y presente de la novela policial española; y Modernidad y posmodernidad: la novela policial en Iberoamérica
- La cultura y la Revolución cubana, libro de entrevistas hecho por John M. Kirk y Padura; Editorial Plaza Mayor, San Juan, 2002
- José María Heredia: la patria y la vida, Ediciones Unión, La Habana, 2003
- Entre dos siglos, ensayo, IPS, La Habana, 2006
- La memoria y el olvido, ensayos y artículos, IPS, La Habana, 2011.
- Yo quisiera ser Paul Auster. Ensayos selectos, Editorial Verbum, Madrid, 2015 (Premio Princesa de Asturias de las Letras 2015).
- Agua por todas partes, Tusquets, 2019.

### Guiones[12]
- Yo soy del son a la salsa, documental (1996). Premio Coral en el 18 Festival Internacional del Nuevo Cine Latinoamericano de La Habana.
- Malabana (2001). Película producida por Vieri Nissim.
- Siete días en La Habana (2011). Colección de cortometrajes dirigidos por siete directoresː Benicio del Toro, Julio Medem, Juan Carlos Tabío, Pablo Trapero, Gaspar Noé, Laurent Cantet y el palestino Elia Suleiman—, que transcurren en siete días. Los guiones de tres episodios fueron escritos por Padura y su esposa Lucía López Coll (El Yuma, La tentación de Cecilia, Dulce amargo), y un cuarto está basado en una idea del escritor.
- Regreso a Ítaca (2014). Dirigida por Laurent Cantet, basada en su novela La novela de mi vida.
- Cuatro estaciones en La Habana (2016). Miniserie de crimen dirigida por Félix Viscarret basada en las novelas de Padura.

## Premios y reconocimientos
- Primera Mención Concurso Latinoamericano de Periodismo José Martí (1988), convocado por la Agencia Prensa Latina.
- Premios de Crítica Literaria en las ediciones de 1985 y 1988 del Concurso “26 de Julio”, de la Unión de Periodistas de Cuba.
- Premio Mirta Aguirre 1985, categoría en Artículo (Ministerio de Cultura de Cuba)
- Premio UNEAC 1993 por Vientos de cuaresma
- Premio Café Gijón, 1995
- Premio de la Crítica 1997 (Cuba) por el cuento La pared
- Premio Hammett 1998 por Paisaje de otoño
- Premio de la Unión de Escritores para Vientos de Cuaresma
- Premio de la Islas 2000, Francia
- Prix des Amériques insulaires et de la Guyane (Fundación del mismo nombre, Point-à-Pître, isla de Guadalupe) por la edición francesa de Pasado perfecto
- Mejor policiaca traducida en Alemania por Máscaras
- Mejor policiaca en Austria 2004 por Vientos de Cuaresma
- Premio Hammett 2006 por La neblina del ayer
- Premio Raymond Chandler 2009 (Courmayeur Noir Infestival)[13]
- Premio Francesco Gelmi di Caporiaco 2010 (Italia) por El hombre que amaba a los perros
- Finalista del premio Libro del Año 2010 (Gremio de Libreros de Madrid) con por El hombre que amaba a los perros
- Premio Roger Caillois 2011 de literatura latinoamericana (La Maison de l’Amérique Latine en colaboración con la Société des Amis et Lecteurs de Roger Caillois y el Pen Club francés)
- Prix Initiales 2011 (Francia) por El hombre que amaba a los perros
- Premio de la Crítica 2011 (Instituto Cubano del Libro) por El hombre que amaba a los perros
- Premio Carbet del Caribe 2011 (revista Carbet & Institut du Tout Monde) por El hombre que amaba a los perros[14]
- Premio Nacional de Literatura 2012[15]
- Orden de las Artes y las Letras (Francia), 2013[16][17]
- Premio Internacional de Novela Histórica Ciudad de Zaragoza, 2014[18]
- Premio Princesa de Asturias de las Letras 2015 (España)[19]
- Doctorado honoris causa, UNAM (México), 2017[20]
- Medalla Carlos Fuentes en el marco de la Feria Internacional de Guadalajara, 2020
- Doctor honoris causa en el marco de la Feria Internacional del Libro 2025, Universidad Juárez Autónoma de Tabasco.
- Huésped distinguido de la ciudad Villahermosa, Tabasco, México, 2025.